# SegaScope 3-D Glasses
SegaScope 3-D Glasses é um periférico criado pela Sega para o seu console Master System. Trata-se de um óculos 3D que cria uma ilusão de gráficos em terceira-dimensão em alguns games. O óculos foi desenvolvido por Mark Cerny, que era um designer de games da Sega.
O SegaScope 3-D Glasses usa um sistema de obturação para fechar as lentes esquerda e direita rapidamente para criar um efeito 3D. Como as televisões da época entrelaçavam as linhas pares e ímpares alternadamente, eles só precisavam sincronizar os óculos com esses intervalos para enviar imagens levemente diferentes para cada olho, criando um efeito de profundidade 3D.
Ele só podia ser usado no Master System original, uma vez que ele se conectava diretamente à porta do cartão, que não era encontrada no Master System II (modelo US / EU).

## Jogos Compatíveis
- Blade Eagle 3D
- Line of Fire (via option menu)
- Maze Hunter 3D
- Missile Defense 3D
- Out-Run 3D
- Poseidon Wars 3D
- Space Harrier 3D
- Zaxxon 3D